# Ball (album d'Iron Butterfly)
Pour les articles homonymes, voir Ball.
Albums de Iron Butterfly
In-A-Gadda-Da-Vida
(1968) Live
(1970)
Singles
1. In the Time of Our Lives
Sortie : 1969
2. Soul Experience
Sortie : 1969

Ball est le troisième album du groupe de rock américain Iron Butterfly. Il est sorti au début de l'année 1969 sur le label Atco Records.
Enregistré et publié dans la foulée de la chanson à succès In-A-Gadda-Da-Vida, il se classe no 3 des ventes aux États-Unis. Néanmoins, les deux 45 tours qui en sont extraits sont loin de rencontrer le même succès : In the Times of Our Lives se classe seulement 96e du Billboard Hot 100 et Soul Experience, 75e.

## Fiche technique

### Titres
| 1. | In the Time of Our Lives | Doug Ingle, Ron Bushy                         | 4:46 |
| 2. | Soul Experience          | Doug Ingle, Ron Bushy, Erik Brann, Lee Dorman | 2:50 |
| 3. | Lonely Boy               | Doug Ingle                                    | 5:05 |
| 4. | Real Fright              | Doug Ingle, Ron Bushy, Erik Brann             | 2:40 |
| 5. | In the Crowds            | Doug Ingle, Lee Dorman                        | 2:12 |

| 6. | It Must Be Love    | Doug Ingle | 4:23 |
| 7. | Her Favorite Style | Doug Ingle | 3:11 |
| 8. | Filled With Fear   | Doug Ingle | 3:23 |
| 9. | Belda-Beast        | Erik Brann | 5:46 |

La réédition CD de Ball parue en 1999 inclut deux chansons supplémentaires :
| 10. | I Can't Help but Deceive You Little Girl | Doug Ingle                         | 3:34 |
| 11. | To Be Alone                              | Doug Ingle, Robert Woods Edmondson | 3:05 |

### Musiciens
- Doug Ingle : chant, orgue
- Erik Brann : guitare, chant (9)
- Lee Dorman : basse, chant
- Ron Bushy : batterie

### Équipe de production
- Jim Hilton : producteur, ingénieur du son
- Joel Brodsky : photographie

### Classements et certifications
| Pays (classement)          | Meilleure position |
| -------------------------- | ------------------ |
| États-Unis (Billboard 200) | 3                  |

| Pays              | Certification | Date            | Ventes certifiées |
| ----------------- | ------------- | --------------- | ----------------- |
| États-Unis (RIAA) | Or            | 22 juillet 1969 | 500 000           |